# Малмантиле (Фиренца)
Малмантиле је насеље у Италији у округу Фиренца, региону Тоскана.
Према процени из 2011. у насељу је живело 1327 становника. Насеље се налази на надморској висини од 199 м.